# Исчезнувшие населённые пункты Ивановской области/Вичугский район
Исчезнувшие населённые пункты Ивановской области/Вичугский район
- Аксениха, Семёновский с/с, № 152 от 17.07.1997
- Аксениха, Старовичугский с/с, № 438 от 30.10.1989
- Аксениха, Чертовищинский с/с, № 438 от 30.10.1989
- Аксеньково, Макатовский с/с, № 483 от 26.10.1964
- Антипиха, Каменский с/с, № 483 от 26.10.1964
- Ащерки, Каменский с/с, № 483 от 26.10.1964
- Бабкино — N 178-ОЗ от 21.12.2004,
- Бабчино, Троицкий с/с, № 483 от 26.10.1964
- Башево, Семёновский с/с, № 152 от 17.07.1997
- Борисовская, Семёновский с/с, № 438 от 30.10.1989
- Буньково, Семёновский с/с, № 483 от 26.10.1964
- Буково, Золотиловский с/с, № 25/17 от 16.12.1975
- Буяново, Зарубинский с/с, № 438 от 30.10.1989
- Быковка, Гавриловский с/с, № 152 от 17.07.1997
- Василево, Каменский с/с, № 999-р от 28.09.1971
- п. Вичугского объединения «Сельхозтехника», Старовичугский с/с, № 722 от 17.11.1966
- п. совхоза «Возрождение», Федяевский с/с, № 86 от 17.02.1972
- Ворошилиха, Зарубинский с/с, № 152 от 17.07.1997
- Выползово, Зарубинский с/с, № 152 от 17.07.1997
- Высоково, Гаврилковский с/с, № 86 от 17.02.1972
- Вязовка, Гольчихинский с/с, № 483 от 26.10.1964
- Гайдорово Малое, Семёновский с/с, № 483 от 26.10.1964
- Гари — N 178-ОЗ от 21.12.2004
- Глиздуново, Семёновский с/с, № 483 от 26.10.1964
- Голубцово, Старовичугский с/с, № 708 от 2.11.1966
- Горкино, Зарубинский с/с, № 152 от 17.07.1997
- Гороженицы, Золотиловский с/с, № 86 от 17.02.1972
- Григориха, Каменский с/с, № 9/20-1 от 24.04.1978
- Гришево Малое, Макатовский с/с, № 483 от 26.10.1964
- Гришово, Зарубинский с/с, № 438 от 30.10.1989
- Грудино, Семёновский с/с, № 25/17 от 16.12.1975
- Дегтяри, Семёновский с/с, № 483 от 26.10.1964
- Демидово, Золотиловский с/с, № 20/11 от 15.11.1976
- п. Детского санатория, Старовичугский с/с, № 9/20-1 от 24.04.1978
- Долматово, Золотиловский с/с, № 137 от 21.02.1969
- Дубанки, Старовичугский с/с, № 21/16 от 12.12.1977
- Душкино, Гаврилковский с/с, № 152 от 17.07.1997
- Жарки, Золотиловский с/с, № 483 от 26.11.1964
- Жгири, Зарубинский с/с, № 21/16 от 12.12.1977
- Залесская, Федяевский с/с, № 86 от 17.02.1972
- Заполица, Насакинский с/с, № 483 от 26.10.1964
- Запольная, Чертовищинский с/с, № 20/11 от 15.11.1976
- Зубино, Зарубинский с/с, № 152 от 17.07.1997
- Ивандино, Каменский с/с, № 20/11 от 15.11.1976
- Ивашино, Семёновский с/с, № 483 от 26.10.1964
- Ивонькино, Золотиловский с/с, № 137 от 21.02.1969
- Илечино, Семёновский с/с, № 20/11 от 15.11.1976
- Имелешь, Чертовищинский с/с, № 9/20-1 от 24.04.1978
- Калиновка, Гаврилковский с/с, № 152 от 17.07.1997
- Кашино Малое, Макатовский с/с, № 483 от 26.10.1964
- Карчиха, Макатовский с/с, № 483 от 26.10.1964
- Киево, Гаврилковский с/с, № 152 от 17.07.1997
- Клепово — N 178-ОЗ от 21.12.2004
- Козлово, Старовичугский с/с, № 236 от 12.06.1957
- Колосово, Зарубинский с/с, № 20/11 от 15.11.1976
- Конново, Семёновский с/с, № 152 от 17.07.1997
- Конюхи, Гольчихинский с/с, № 137 от 21.02.1969
- Крапивново, Семёновский с/с, № 152 от 17.07.1997
- Кудино, Зарубинский с/с, № 438 от 30.10.1989
- Лекино, Сошниковский с/с, решений № 152 от 17.07.1997
- Литовкино, Семёновский с/с, № 152 от 17.07.1997
- Ломы Малые, Золотиловский с/с, № 86 от 17.02.1972
- Малая Деревня, Семёновский с/с, № 809 от 9.12.1974
- Малышево, Семёновский с/с, № 152 от 17.07.1997
- Матушкино, Каменский с/с, № 20/11 от 15.11.1976
- Медведки Большие, Зарубинский с/с, № 20/11 от 15.11.1976
- Медведки Малые, Зарубинский с/с, № 438 от 30.10.1989
- Мичковка, Федяевский с/с, № 137 от 21.02.1969
- Мокруша, Чертовищинский с/с, № 438 от 30.10.1989
- Мордва, Зарубинский с/с, № 9/20-1 от 24.04.1978
- Морозиха, Семёновский с/с, № 20/11 от 15.11.1976
- Мокино, Гольчихинский с/с, № 20/11 от 15.11.1976
- Нагорново, Золотиловский с/с, № 152 от 17.07.1997
- Назариха, Каменский с/с, № 137 от 21.02.1969
- Некрасиха, Чертовищинский с/с, № 20/11 от 15.11.1976
- Неохаиха, Сошниковский с/с, № 152 от 17.07.1997
- Никольское, Старовичугский с/с, № 809 от 9.12.1974
- Окуловская, Макатовский с/с, № 86 от 17.02.1972
- Олтухово, Зарубинский с/с, № 20/11 от 15.11.1976
- Омелиха, Зарубинский с/с, № 20/11 от 15.11.1976
- Панино, Гольчихинский с/с, № 438 от 30.10.1989
- Пестовка, Старовичугский с/с, № 483 от 26.10.1964
- Пески, Золотиловский с/с, № 137 от 21.02.1969
- Писцово Старое, Троицкий с/с, № 483 от 26.10.1964
- Плаксиха, Золотиловский с/с, № 137 от 21.02.1969
- Погорелка, Гольчихинский с/с, № 20/11 от 15.11.1976
- Подлесново, Старовичугский с/с, № 86 от 17.02.1972
- Потыкино, Старовичугский с/с, № 438 от 30.10.1989
- Починок Малый, Золотиловский с/с, № 483 от 26.10.1964
- Починок, Семёновский с/с, № 20/11 от 15.11.1976
- Прислониха, Чертовищинский с/с, № 20/11 от 15.11.1976
- Пузаки, Зарубинский с/с, № 20/11 от 15.11.1976
- Пятино, Семёновский с/с, № 438 от 30.10.1989
- Рахманиха, Старовичугский с/с, № 236 от 12.06.1957
- Репревская, Федяевский с/с, № 86 от 17.02.1972
- Рокотово Малое, Чертовищинский с/с, № 483 от 26.10.1964
- Сандыревка, Гаврилковский с/с, № 21/16 от 12.12.1977
- Сергеиха, Федяевский с/с, № 483 от 26.10.1964
- Симоново, Семёновский с/с, № 809 от 9.12.1974
- Слободецкая, Семёновский с/с, № 438 от 30.10.1989
- Соболиха, Старовичугский с/с, № 9/20-1 от 24.04.1978
- Спасское, Чертовищинский с/с, № 20/11 от 15.11.1976
- Степанцево, Каменский с/с, № 86 от 17.02.1972
- Степуниха, Чертовищинский с/с, № 152 от 17.07.1997
- Тиноводка, Гаврилковский с/с, № 438 от 30.10.1989
- Топорово, Чертовищинский с/с, № 152 от 17.07.1997
- Троицкое, Семёновский с/с, № 25/17 от 16.12.1975
- Троица, Троицкий с/с, № 86 от 17.02.1972
- Углец, Сошниковский с/с, № 9/20-1 от 24.04.1978
- Хальпино, Сошниковский с/с, № 438 от 30.10.1989
- Хохлиха, Семёновский с/с, № 809 от 9.12.1974
- Чадуево, Гаврилковский с/с, № 152 от 17.07.1997
- Чёрный Враг, Каменский с/с, № 438 от 30.10.1989
- Цыдилиха — N 178-ОЗ от 21.12.2004
- Шохонская, Чертовищинский с/с, № 152 от 17.07.1997
- Якушиха, Зарубинский с/с, № 20/11 от 15.11.1976
- Яснево Малое, Старовичугинский с/с, № 483 от 26.10.1964